# Acción Sindical Argentina
La Acción Sindical Argentina se fundó en octubre de 1955 sobre la base de un grupo de dirigentes de la Juventud Obrera Católica y de la Acción Católica .

## Historia
Hacia comienzos de los años sesenta, y a través de una nueva camada de dirigentes, ASA cambió su postura respecto del peronismo y levantó la bandera de la Central Única de Trabajadores. Por esos años pasó por sus filas el entonces estudiante de abogacía de la Universidad Católica Argentina de Buenos Aires y empleado bancario Roberto Cirilo Perdía.
Hacia 1962, la renovación de dirigentes se encontraba avanzada. En diciembre de ese año, la agrupación difundió el manifiesto nacional del Sindicalismo Cristiano, donde expresaba que el objetivo era “destruir un sistema viejo, caduco y corrompido, para crear una Argentina con claro sentido de la Justicia Social” . Sindicalmente contaba con un pequeño pero activo núcleo de dirigentes en Ferroviarios, Sanidad, Bancarios, Madereros y Gráficos, aunque sin gravitación en el movimiento obrero organizado. En 1964 ASA apoyó y participó de las sucesivas etapas del Plan de Lucha de la CGT. Por otra parte, adhería a los principios cristianos y revolucionarios de la Confederación Latinoamericana de Sindicalistas Cristianos (CLASC), aunque cuando Bravo –presidente de ASA- se pronunció explícitamente a favor del peronismo, se produjo un momentáneo cortocircuito con la central subcontinental”.
Entre sus secretarios generales se encontraron Juan Carlos Loureiro y Dante Oberlin.
En 1967 el MSDC se fusionó con la Movimiento Sindical Demócrata Cristiano (MSDC) viculado al Partido Demócrata Cristiano. Juntos fueron la expresión del sindicalismo cristiano.
En 1968 es electo Juan Carlos Loureiro (proveniente de ASA) como Secretario General y Dante Oberlin como Secretario Adjunto para sellar esta fusión.